# 小行星25714
小行星25714（25714 Aprillee）是一颗绕太阳运转的小行星，为主小行星带小行星。该小行星于2000年1月20日发现。

## 轨道参数
小行星25714的轨道半长轴为437 383 545 km，2.9236868 UA，离心率为0.083。